# Can Casanovas (Esplugues de Llobregat)
Can Casanovas és un edifici situat al carrer de l'Església, 64-82 d'Esplugues de Llobregat, inclòs a l'Inventari del Patrimoni Arquitectònic Català. Fins fa poc era la seu de la comunitat de monges dominiques de clausura, que hi van traslladar el claustre gòtic del seu monestir de Santa Maria de Montsió, catalogat com a bé cultural d'interès local.

## Història
Al segle xv, la casa era documentada com a mas Colomer. El 1516 fou adquirida per Jaume Casanovas, que li donà nom. Posteriorment, va passar a mans de Josep Novell (1700) i de Pere Costa (1765), que va vendre mitja mujada de terra al comte de Darnius i de Picalquers.
Al segle xix era propietat de l'industrial Josep Pujol i Baucis, i entre 1902 i 1903, el seu fill Josep Pujol i Colom va encarregar-ne la reforma a l'arquitecte Antoni Maria Gallissà, que li donà un aspecte goticitzant.
El 1947, el propietari Josep Milà i Camps va vendre la casa a la comunitat de monges dominicanes de Santa Maria de Montsió, les quals la reformaren per adaptar-la a les seves necessitats, instal·lant-s'hi l'1 de novembre del 1950. Finalment, el 2019 es va decidir traslladar les religioses que hi romanien a un altre convent.

## Descripció
Masia de planta baixa, pis i golfes, amb coberta a dues aigües. Reformada a primers del segle xx, combina els elements rurals típics dels masos amb altres de modernistes. En aquesta reforma s'afegiren noves tramades i dues torres. A la façana principal, sobre un portal adovellat, s'hi troba una tribuna modernista que feia parella amb una altra, avui desapareguda. El material utilitzat en la reforma fou el maó vist combinat amb la ceràmica vidriada. Cal destacar els acabats del ràfec de la coberta.

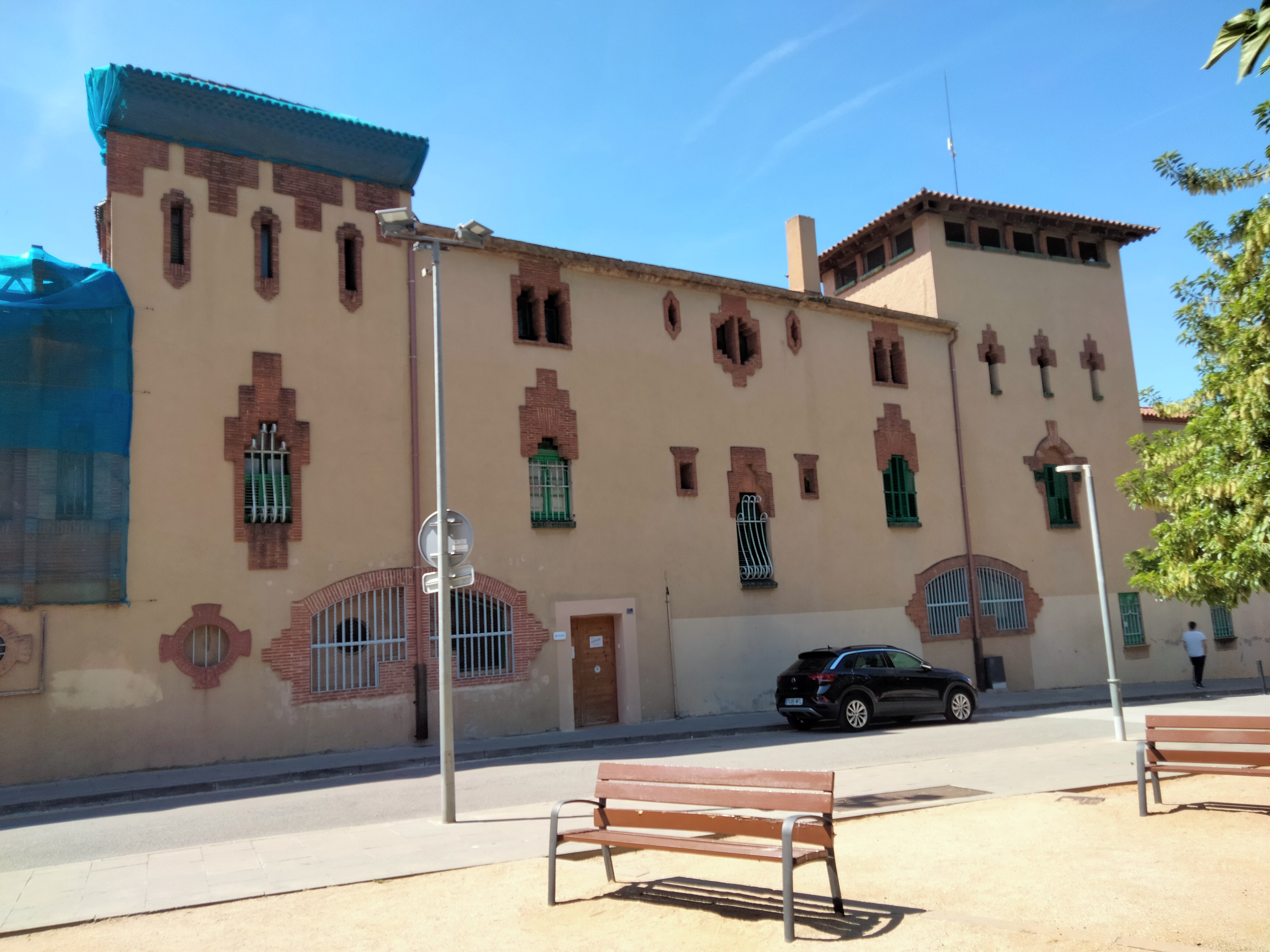
La banda esquerra de la façana del carrer de l'Església

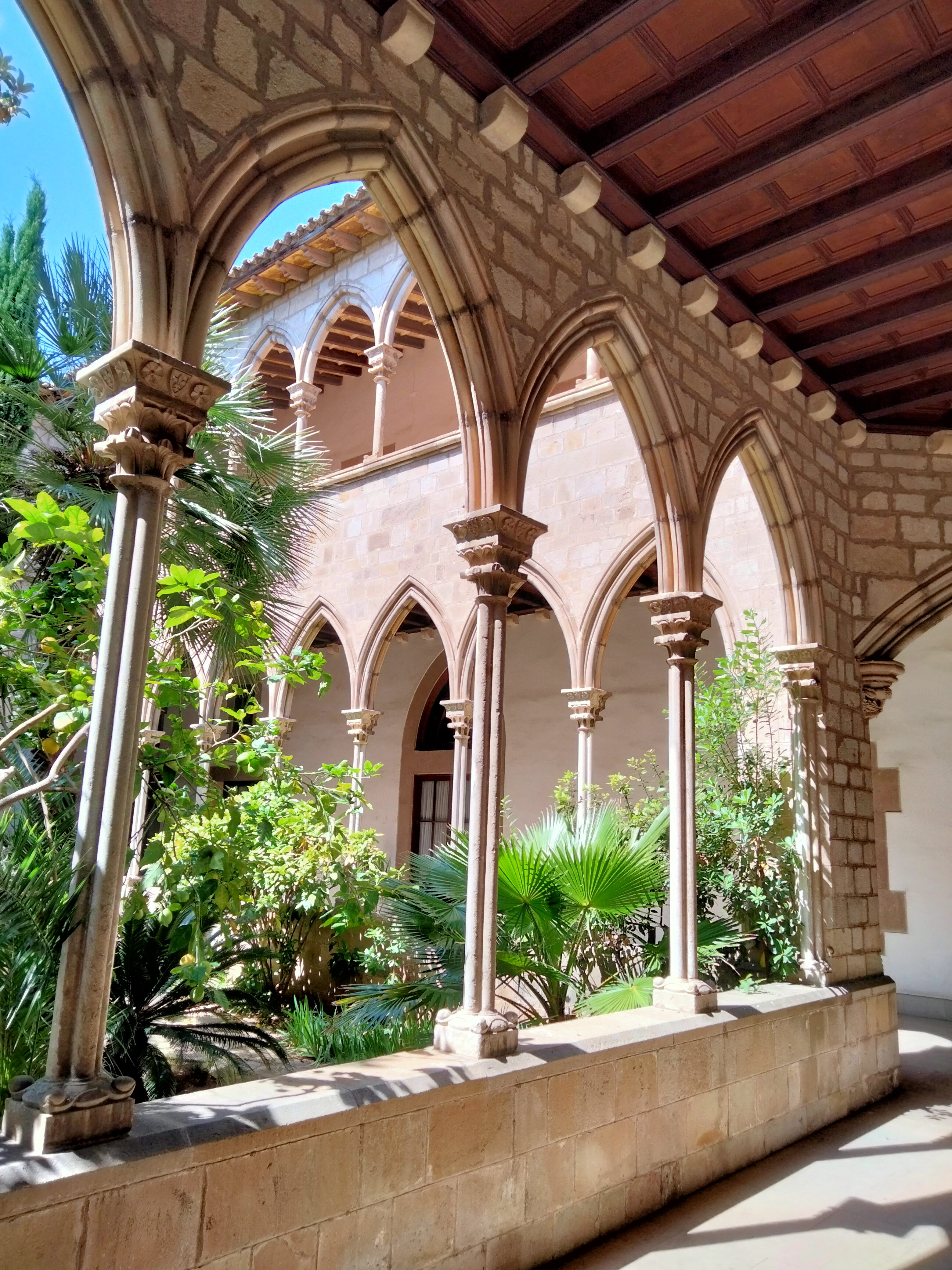
Claustre

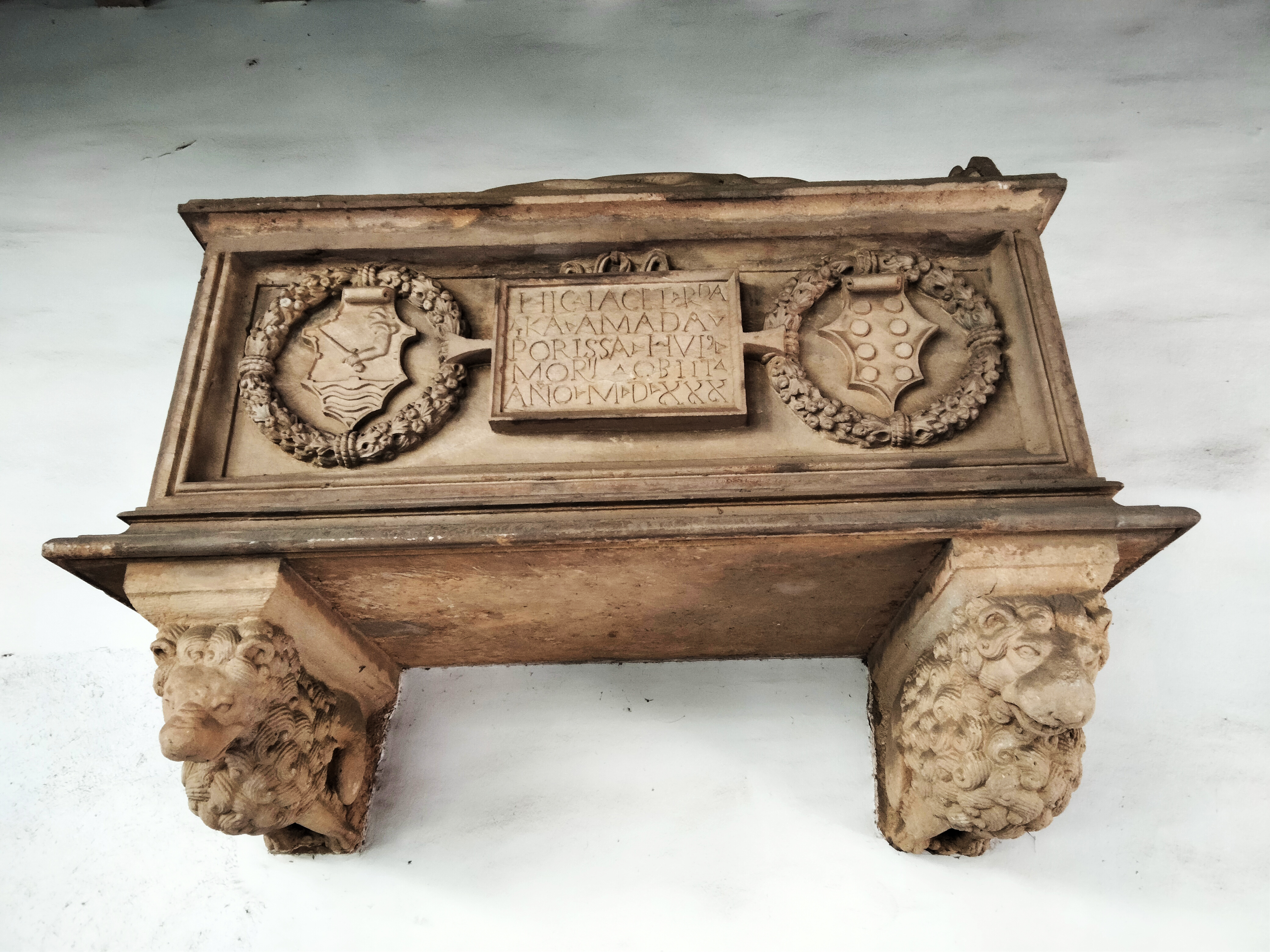
Sepulcre de Caterina Amat

### Claustre
El claustre gòtic consta de dos pisos amb arcs ogivals (8 a un costat i 9 a un altre: 34 en total) recolzats en primes columnes de pedra de Girona. El pis inferior és l'obra més antiga, del segle xiv, semblant al de Santa Maria de Jonqueres, i les seves arcades es recolzen sobre fines i esveltes columnes amb fust polilobulat, d'alabastre de Beuda. Els capitells són també gòtics, amb dues rengleres d'acants estilitzats i florons sota l'àbac. A l'angle nord-est es pot veure l'arrencament d'uns arcs, vestigis d'una tribuna avui desapareguda.
El pis superior és més tardà, probablement de la segona meitat del segle xv, i fou obrat a semblança de l'obra més antiga, però amb les columnes rodones i de menor alçada. Als angles del claustre inferior hi ha quatre arcs, un d'ells carpanell, que descarreguen sobre mènsules terminals. Completa el conjunt una font gòtica a l'angle nord-oest i una porta, també gòtica, a l'angle nord-est, que comunica amb el jardí.
En una de les galeries dels pis inferior hi ha el sepulcre de Caterina Amat, priora del monestir fins a l'any 1530. Està enlairat i sostingut per dues mènsules bessones que reprodueixen la imatge de dos lleons. L'ornamentació consta d'una làpida amb dos escuts heràldics inscrits en sendes circumferències de garlandes i al centre la inscripció: HIC IACET RPA KA AMADA PORISSA HUI MOR OBIIT ANO M D XXX. Tanca el sepulcre una imatge jacent de la difunta, de difícil accés a causa de l'alçada en què es troba. Està fet de la mateixa pedra grisa que el claustre.